# Grand Alépé
Grand Alépé est une localité du sud est de la Côte d'Ivoire, et appartenant au département d'Alépé, dans la Région des Lagunes. La localité de Grand Alépé est un chef-lieu de commune.

## Géographie

### Localisation
Appartenant au département d'Alépé, Grand Alépé se trouve dans la région de la Mé, qui elle même fait partie du district des Lagunes. La localité se situe en latitude 5.46667, longitude -3.76667, 5º 28' 00´´ Nord, 3º 46' 00´´ Ouest, puis à une altitude de 35 m. Elle a pour voisins les villages de Memni, Oghlwapo, Akouré et les villes d'Alépé, Danguira et Bongo.

### Climat
L'agglomération de Grand Alépé est soumise à un climat de savane avec hiver sec.

## Histoire
Grand Alépé a pour origines les Akyé-lépin, un groupe des Akyé-nindin se trouvant à Alépé, Anyama et Brofodoumé. L'appellation Lépin est propre aux ancêtres des ressortissants des villages actuels de Grand-Alépé, Memni et Montézo. Elle viendrait du génie tutélaire Lé que les Lépins adoraient (Lépin signifierait " les gens du génie Lé "). Après avoir pris la fuite du Ghana actuel, en raison d'une querelle avec les ashanti entre le dix-septième siècle et le dix-huitième siècle, les Akyé viennent, d'abord, s'installer à Asseudji dans l'actuelle sous-préfecture d'Afféry, avant de se disperser. C'est ainsi, que les Lépins se dirigent au Sud pour s'installer sur le site actuel du village d'Oguédoumé, avant d'être chassés quelques années plus tard par les Gwa ou M'Batto venus de Gomon, pour occuper de façon successive plusieurs sites différents, mais proches les uns des autres. Ils s'installent à Lékoi (qui signifie village de Lé en référence à leur génie bienfaisant) non loin du village actuel de Domolon (Oghlwlapo), puis enfin, à Bégbidji où ils vont mener une vie paisible grâce à leur premier chef Aboguié Kakou qui les rassemble en un véritable village. Amian Yapo, Guite Adon, Yapi Kopi, et Aguié Yapi Aguié vont succéder respectivement à Aboguié Kakou, mais sous Aguié Yapi Aguié, il va avoir une division entre les Lépins qui va amener les uns et les autres des antagonistes à créer les villages actuels de Memni et Montézo. Aguié Yapi, chef de la cité mère gardant le nom originel de « Lépin » après le départ des autres groupes, est désavoué et relevé de sa fonction de chef par la suite, par les Lépins pour incapacité de préservation de leur unité. C'est son porte-parole Akpi Aboa qui assure l'intérim du pouvoir efficacement.  Cependant, à la suite d'une épidémie de variole risquant de les anéantir, les Lépins vont abandonner leur village Lépin pour se rendre à Sokiodji ; puis de Sokiodji, aller créer l'actuel village devenu Grand-Alépé sous le mandat d'Ado Gossan, leur onzième chef.
Le nom Grand-Alépé provient des Français de la compagnie de Kong d'Arthur Verdier, qui longeant le fleuve Comoé avec des bateaux et ayant rencontré et interrogé deux frères du Clan de Keu (N'Guia Akpi et N'Guia Assémian - par ailleurs fondateurs du campement « Lépin-so-mun » ) sur leur origine, ont eu pour réponse : « Lépin ». Ils ont donc déformé Lépin en Alépé afin de nommer le village d'origine de leurs interlocuteurs Grand-Alépé et leur campement Petit-Alépé.

## Société

### Démographie
La population de Grand Alépé est estimée à 5183 personnes, et est majoritairement féminine (hommes 2 549, femmes 2 634) selon le recensement général de la population et de l'habitat (RGPH) de 2014.